# Gouvernement révolutionnaire de la république d'Indonésie

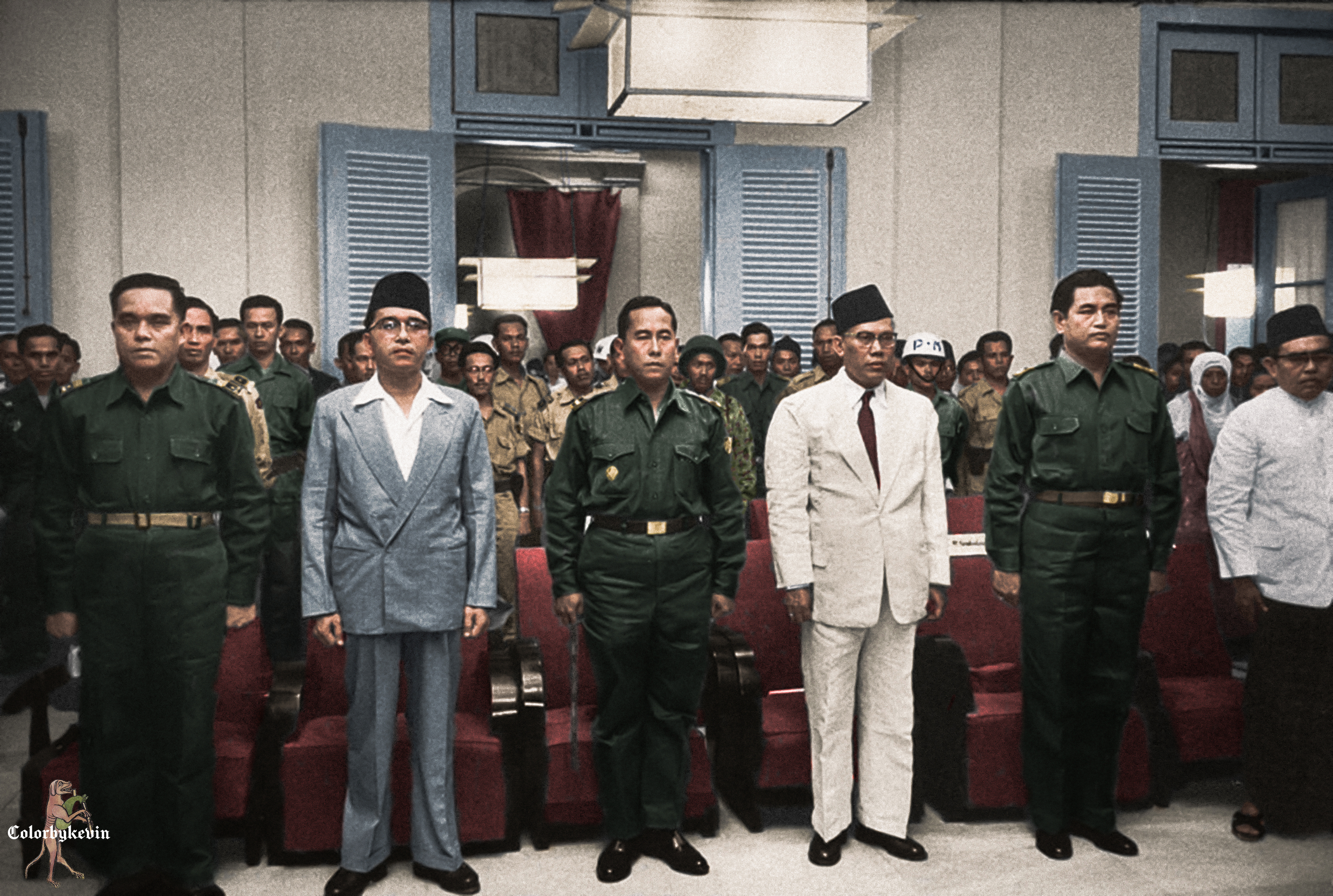
Membres du gouvernement révolutionnaire de la république d'Indonésie (1er mars 1958)

Le gouvernement révolutionnaire de la république d'Indonésie (en indonésien : Pemerintah Revolusioner Republik Indonesia
(PRRI) ou PRRI) était un gouvernement subversif mis en place à Sumatra pour s'opposer au gouvernement central indonésien en 1958.
Bien qu'ils soient souvent qualifiés de rébellion PRRI / Permesta, les rebelles de la Permesta constituaient en réalité un mouvement distinct à Sulawesi, qui s'était engagé à prêter allégeance au PRRI le 17 février 1958,.

## Contexte du PRRI: la rébellion des colonels
Avant la création du PRRI, plusieurs "rébellions" dirigées par différents commandants régionaux de l'armée avaient eu lieu à Sumatra. Ces événements étaient l'expression d'un mécontentement croissant à l'égard du gouvernement central et du développement économique instable de l'Indonésie. Le gouvernement central était perçu par certains habitants des îles hors Java comme déconnectés du peuple indonésien. Certains commandants dans ces îles ont commencé à mener secrètement des opérations de contrebande de coprah et d'autres produits afin d'améliorer leur situation financière. Ces opérations ont rapidement été suivies de demandes de renforcement de l'autonomie économique et politique à l'égard du gouvernement central. Parce que leurs demandes n'étaient pas satisfaites, ces commandants ont commencé à se rebeller par une série de coups d'État sans effusion de sang dans leurs zones, mettant en place des systèmes alternatifs de gouvernement local. Les unités rebelles comprenaient : 
- Le Dewan Banteng (Conseil Banteng ) dans le centre de Sumatra qui, le 20 décembre 1956, sous la direction du lieutenant-colonel Ahmad Hussein (commandant du 4e régiment de l'armée territoriale de Sumatra) a commencé à prendre le pouvoir au gouvernement local du centre de Sumatra.
- Le Dewan Gajah (Conseil des éléphants) dans l'est de Sumatra qui, le 22 décembre 1956, sous les ordres du colonel Maludin Simbolon (Commandant suprême de l'armée territoriale à Sumatra), commença à prendre le contrôle du gouvernement local à Sumatra Est et à rompre toute relation avec le Gouvernement central.
- Le Dewan Garuda (Conseil Garuda) dans le sud de Sumatra qui, le 15 janvier 1957, sous les ordres du lieutenant-colonel Barlian, prit en charge le gouvernement local du sud de Sumatra.

Le gouverneur Roeslan, qui avait cédé ses pouvoirs au lieutenant-colonel Ahmad Husein, avait déclaré que " le Conseil de Banteng en particulier et le peuple du centre de Sumatra en général ne souhaitent pas construire un État dans un État, car les relations entre et le gouvernement central de la république d’Indonésie reviendra certainement à la normale s’il existe un gouvernement capable d’éliminer tous les sentiments de confusion, de tension et d’insatisfaction qui menacent la sécurité de l’État et du peuple indonésiens ". 

## L'ultimatum
Le PRRI est proclamé comme ayant été créé le 15 février 1958 par le lieutenant-colonel Ahmad Hussein à l'expiration d'un ultimatum de cinq jours au gouvernement. L'ultimatum exigeait trois choses. Premièrement, pour que le Cabinet Djuanda rende son mandat. Deuxièmement, pour Mohammad Hatta et le sultan de Yogyakarta (Hamengkubuwono IX), former un cabinet jusqu’à de futures élections. Troisièmement, le président Sukarno doit revenir à sa position constitutionnelle.

## Membres du cabinet du PRRI
- Sjafruddin Prawiranegara - Premier ministre et ministre des Finances
- Colonel Maludin Simbolon - ministre des Affaires étrangères
- Assaat Dt. Mudo - ministre des Affaires intérieures (précédé du colonel Dahlan Djambek avant l'arrivée d'Assaat à Padang[7])
- Colonel Dahlan Djambek - ministre de la Défense, ministre des Télécommunications et des Postes
- Colonel JF Warouw - ministre du Développement
- Saleh Lahade - ministre de l'information
- Burhanuddin Harahap - ministre de la Sécurité et de la Justice
- Dr. Sumitro Djojohadikoesomo - ministre du Commerce et Ministre des Communications
- Muhammad Sjafei - ministre de l'Education et ministre de la Santé
- Saladin Sarumpaet - ministre du Travail et de l'Agriculture
- Lieutenant-colonel Muchtar Lintang - ministre des Affaires religieuses
- Ayah Gani Usman - ministre des Affaires sociales

## Les défis
En dépit des diverses parties prenantes qui semblaient toutes être du même côté pour résister dans une certaine mesure au contrôle du gouvernement central, la déclaration du gouvernement rebelle et la scission ouverte du gouvernement central à Jakarta ont immédiatement mis en évidence le fait que toutes les parties n'étaient pas disposées à prendre les devants. les choses à un tel extrême. Le Conseil Garuda, dirigé par le lieutenant-colonel Berlian, était l'un de ces partis réticents. Même au sein du conseil Banteng du lieutenant-colonel Ahmad Hussein, des dirigeants et des segments clés se sont opposés à la création du PRRI. L'absence d'aliénation par rapport à l'ordre politique de l'époque signifiait également qu'il n'y avait aucun soutien réel ni aucune traction sur le terrain pour une rébellion aussi ouverte. 
Le gouvernement de Jakarta a également pris des mesures décisives contre le PRRI, arrêtant plusieurs des ministres nommés, démissionnant du commandement militaire qui soutenait le PRRI et bombardant des infrastructures clés à Sumatra.

## Le début de la fin
Le gouvernement central de Jakarta, après avoir toléré les conseils de l’armée dissident pendant près de douze mois, a rapidement commencé les préparatifs en vue de la défaite militaire du PRRI. Les rebelles n’ont pratiquement aucune chance de réussir compte tenu de la supériorité écrasante des forces gouvernementales. En outre, l'expérience militaire du général Abdul Haris Nasution, qui dirigeait les forces militaires gouvernementales, dépassait de loin celle du lieutenant-colonel Husein. 
La campagne militaire lancée par le gouvernement le 12 mars 1958 marqua une victoire rapide en empêchant les forces du PRRI de détruire les champs de pétrole Caltex et la raffinerie de Pekanbaru. Cette attaque a également révélé que le PRRI recevait une aide militaire des États-Unis, étant donné le grand nombre d'équipements de fabrication américaine abandonnés par les forces du PRRI qui avaient pris la fuite. 
Le gouvernement des États-Unis, en particulier la CIA (voir Activités de la CIA en Indonésie ), avait secrètement soutenu le gouvernement rebelle PRRI en 1958, en dépit de dissensions dans l'agence de Desmond Fitzgerald .  Américains voulant s’impliquer directement dans la crise, le général Nasution mena des assauts amphibies par surprise contre des villes rebelles à Sumatra en mars 1958. 
L'équilibre militaire ayant rapidement basculé en faveur du gouvernement central à Jakarta entre mars et mai 1958 et le fait que le lieutenant-colonel Husein n'avait d'autre choix que de poursuivre une stratégie de retrait et de guérilla qui rendrait la tâche difficile aux États-Unis. États à reconnaître publiquement le PRRI, les États-Unis devaient reconsidérer leur évaluation politique antérieure selon laquelle il était probable que l’éclatement de l’Indonésie et l’émergence d’un gouvernement communiste soient probables. L'incident du pape survenu le 18 mai 1958 a marqué le début de la fin du programme de soutien secret de la CIA au PRRI, les États-Unis renvoyant leur soutien vers Sukarno et le gouvernement central en tant que vainqueur attendu du conflit.

## La reddition
Bien que le conflit perdure au cours des trois années suivantes, les forces gouvernementales réussissent à repousser le PRRI dans la jungle et les montagnes et à reprendre plusieurs de ses fiefs, notamment à Kototinggi, où se trouvait le siège de la direction du PRRI. 
Le général Nasution, qui dirigeait les forces gouvernementales, lance l'Operasi Pemanggilan Kembali ("opération Rappel") à la fin de 1960 pour tirer parti des dissensions internes au sein du PRRI. L’objectif principal était de persuader les officiers de l’armée qui soutenaient le PRRI de se rendre, car s’il n’y avait plus de soutien militaire, les civils feraient de même. 
Un petit nombre de troupes PRRI ont commencé à se rendre à partir d'avril 1961, mais la majorité le fait mi-1961. Les dernières poches du PRRI résistent pendant quelques mois avant la capitulation finale Mohammad Natsir le 28 septembre 1961. 

## Héritage
L’un des résultats les plus significatifs du conflit a été la mise en place d’une aide soviétique en armements au gouvernement indonésien. Au fur et à mesure du déroulement de la crise, le Gouvernement indonésien avait demandé au Gouvernement américain des armes pour combattre les commandements des rebelles. Les Américains, cependant, ont rejeté la demande indonésienne, les forçant à s'adresser à l'Union soviétique pour obtenir de l'aide. L'Union soviétique est ainsi devenue un important fournisseur d'armes du gouvernement indonésien, permettant à l'Indonésie de moderniser rapidement ses forces armées pour en faire l'un des plus puissants de l'Asie du Sud-Est. Cela a eu des conséquences sur le conflit de la Nouvelle-Guinée occidentale, l’ Indonésie ayant pu faire monter les tensions en menaçant un conflit déclaré. 
Un autre aspect important était l’influence de cet événement sur le grand exode des Minangkabau de Sumatra vers d’autres régions d’Indonésie, ainsi que les importants effets psychologiques résultant de la stigmatisation attachée à la rébellion, malgré la résistance déterminée du Minangkabau contre le colonialisme hollandais. système et le fait que de nombreux dirigeants nationalistes d’avant l’indépendance étaient originaires de Sumatra. Outre les actes de violence perpétrés contre la communauté locale pendant et après la période de conflit, l'humiliation et le traumatisme provoqués par la défaite ont également ébranlé l'estime de soi et la dignité des Minangkabau. C'était particulièrement frappant dans une interview avec Harun Zaid, où il a déclaré: "Ce qui m'a frappé, c'est la tristesse dans les yeux des étudiants. En 1961, les visages étaient ternes, comme s'ils n'avaient pas d'avenir".